# Comuna Gornești, Mureș
Gornești (mai demult Ghernesig, în maghiară Gernyeszeg, în germană Kertzing) este o comună în județul Mureș, Transilvania, România, formată din satele Gornești (reședința), Iara de Mureș, Ilioara, Mura Mare, Mura Mică, Pădureni, Periș, Petrilaca de Mureș și Teleac.

## Demografie
Componența etnică a comunei Gornești
     Maghiari (69,28%)
     Români (15,18%)
     Romi (8,28%)
     Alte etnii (0,16%)
     Necunoscută (7,1%)
Componența confesională a comunei Gornești
     Reformați (62,28%)
     Ortodocși (14,65%)
     Romano-catolici (6,76%)
     Fără religie (1,99%)
     Adventiști (1,77%)
     Baptiști (1,46%)
     Alte religii (3,67%)
     Necunoscută (7,41%)
Conform recensământului efectuat în 2021, populația comunei Gornești se ridică la 5.072 de locuitori, în scădere față de recensământul anterior din 2011, când fuseseră înregistrați 5.577 de locuitori. Majoritatea locuitorilor sunt maghiari (69,28%), cu minorități de români (15,18%) și romi (8,28%), iar pentru 7,1% nu se cunoaște apartenența etnică. Din punct de vedere confesional, majoritatea locuitorilor sunt reformați (62,28%), cu minorități de ortodocși (14,65%), romano-catolici (6,76%), fără religie (1,99%), adventiști (1,77%) și baptiști (1,46%), iar pentru 7,41% nu se cunoaște apartenența confesională.

## Politică și administrație
Comuna Gornești este administrată de un primar și un consiliu local compus din 15 consilieri. Primarul, Gyula Kolcsár[*], de la Uniunea Democrată Maghiară din România, este în funcție din 1 noiembrie 2024. Începând cu alegerile locale din 2024, consiliul local are următoarea componență pe partide politice:
|  | Partid                                 | Consilieri | Componența Consiliului | Componența Consiliului | Componența Consiliului | Componența Consiliului | Componența Consiliului | Componența Consiliului | Componența Consiliului | Componența Consiliului | Componența Consiliului | Componența Consiliului | Componența Consiliului |
|  | -------------------------------------- | ---------- | ---------------------- | ---------------------- | ---------------------- | ---------------------- | ---------------------- | ---------------------- | ---------------------- | ---------------------- | ---------------------- | ---------------------- | ---------------------- |
|  | Uniunea Democrată Maghiară din România | 11         |                        |                        |                        |                        |                        |                        |                        |                        |                        |                        |                        |
|  | Partidul Social Democrat               | 2          |                        |                        |                        |                        |                        |                        |                        |                        |                        |                        |                        |
|  | Alianța pentru Unirea Românilor        | 1          |                        |                        |                        |                        |                        |                        |                        |                        |                        |                        |                        |
|  | Partidul Național Liberal              | 1          |                        |                        |                        |                        |                        |                        |                        |                        |                        |                        |                        |

## Personalități născute aici
- Alexandru Todea (1912 - 2002), episcop român unit.

## Vezi și
- Biserica reformată din Gornești
- Biserica reformată din Periș
- Biserica reformată din Pădureni, Mureș
- Biserica reformată din Petrilaca de Mureș
- Biserica de lemn din Mura Mică
- Dealurile Târnavelor și Valea Nirajului (arie de protecție specială avifaunistică)
- Râul Mureș între Iernuțeni și Periș (sit de importanță comunitară)

## Imagini

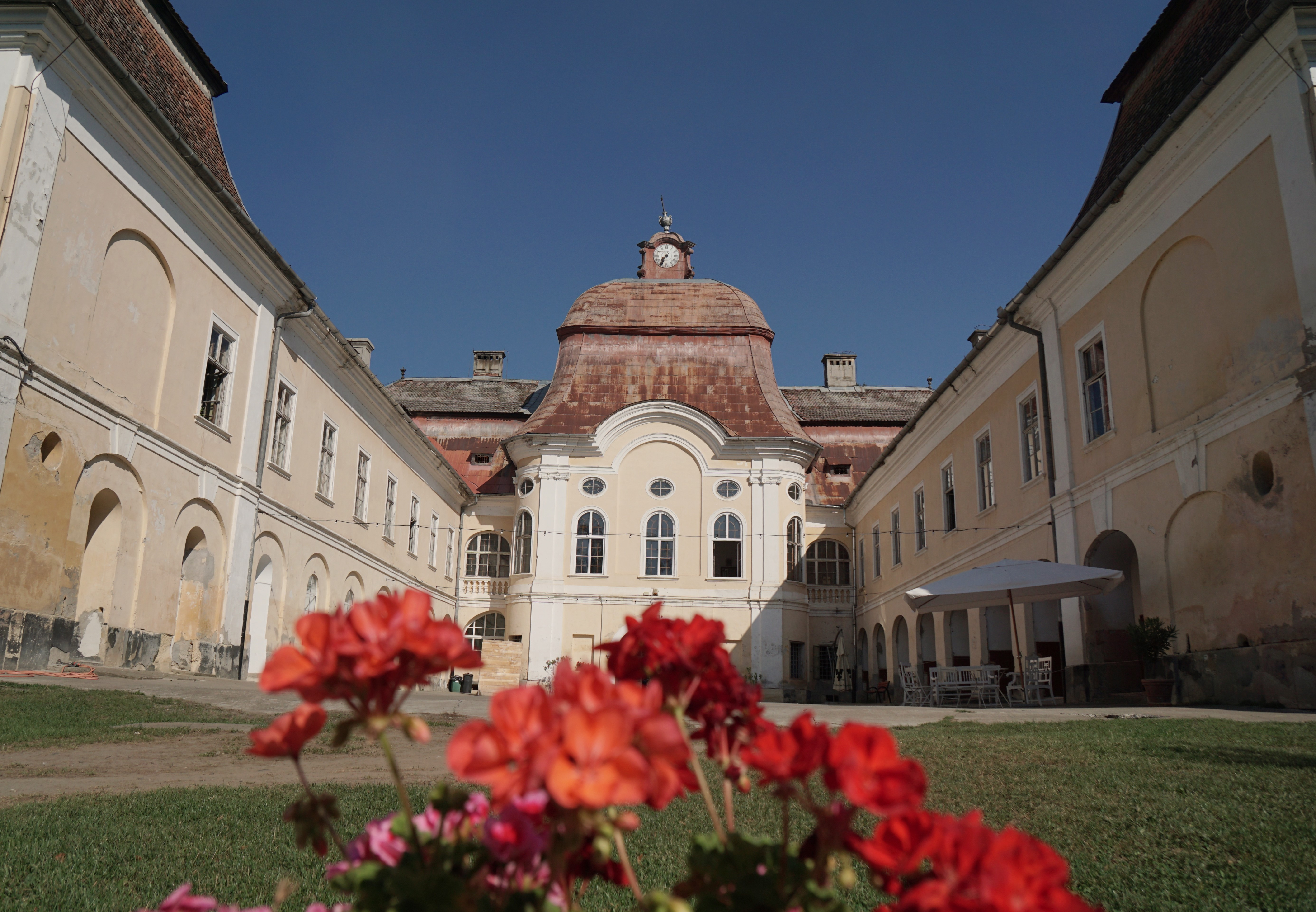
Castelul Teleki (monument istoric)
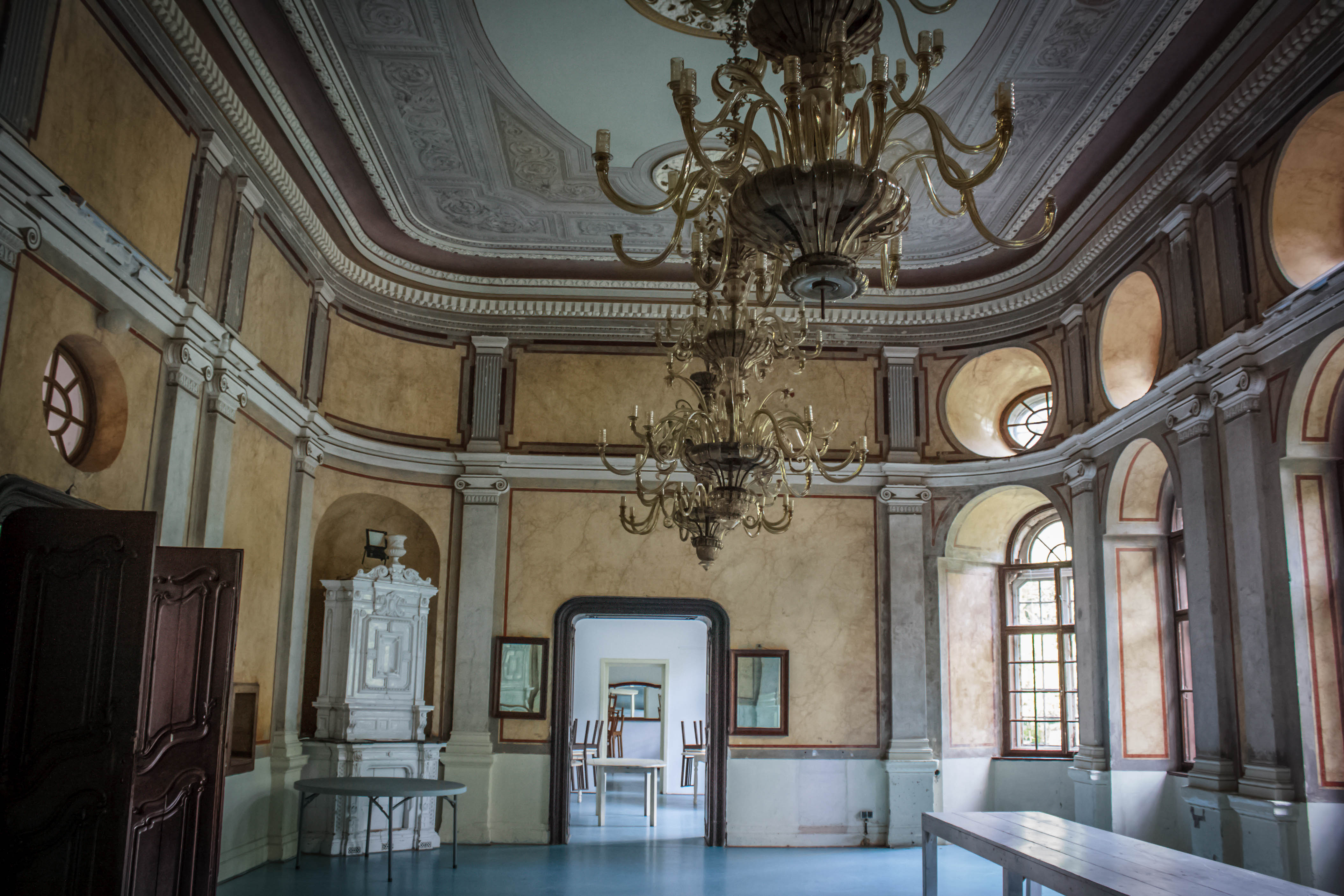
Castelul Teleki (monument istoric)
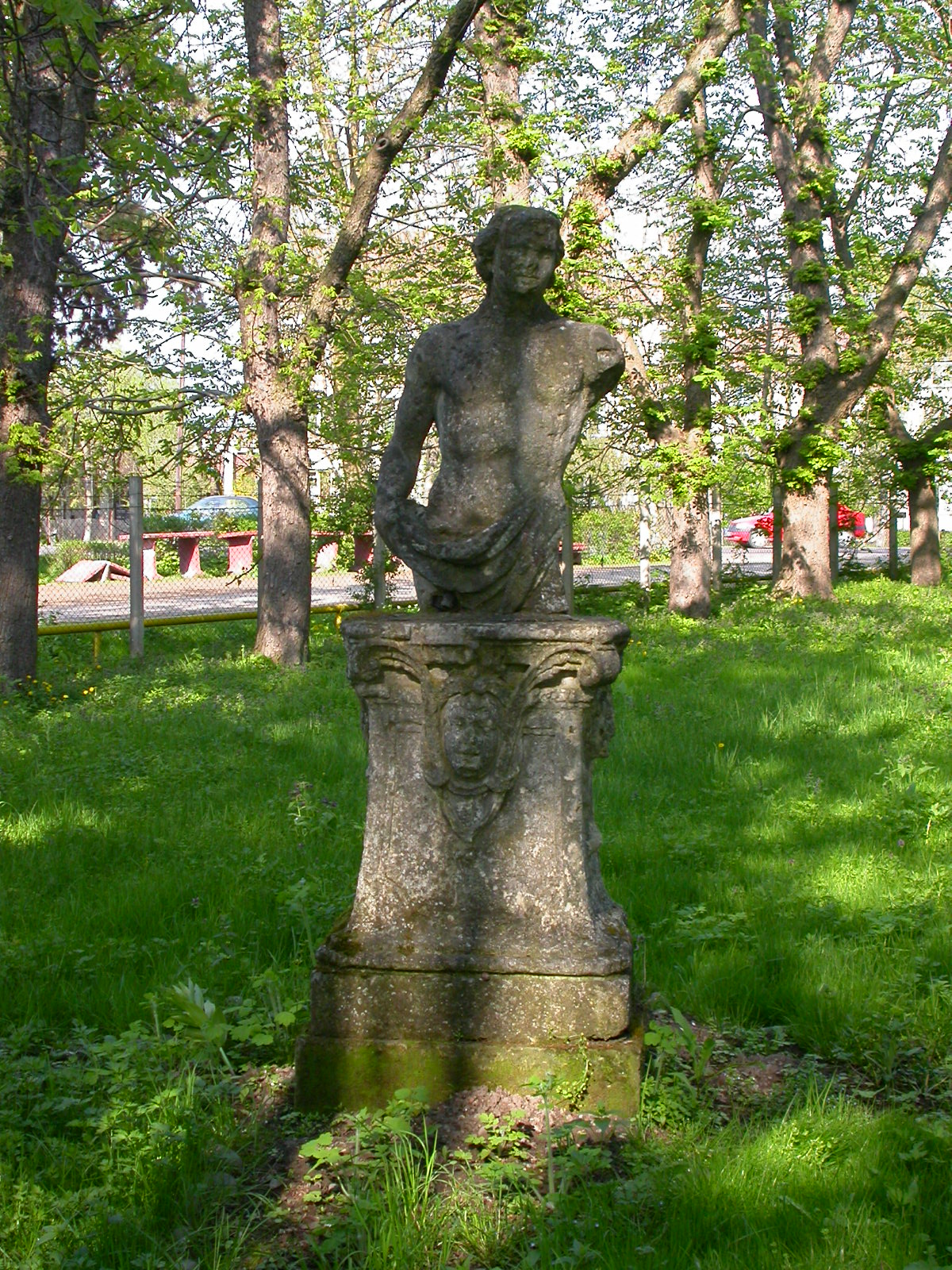
Parcul castelului Teleki (monument istoric)
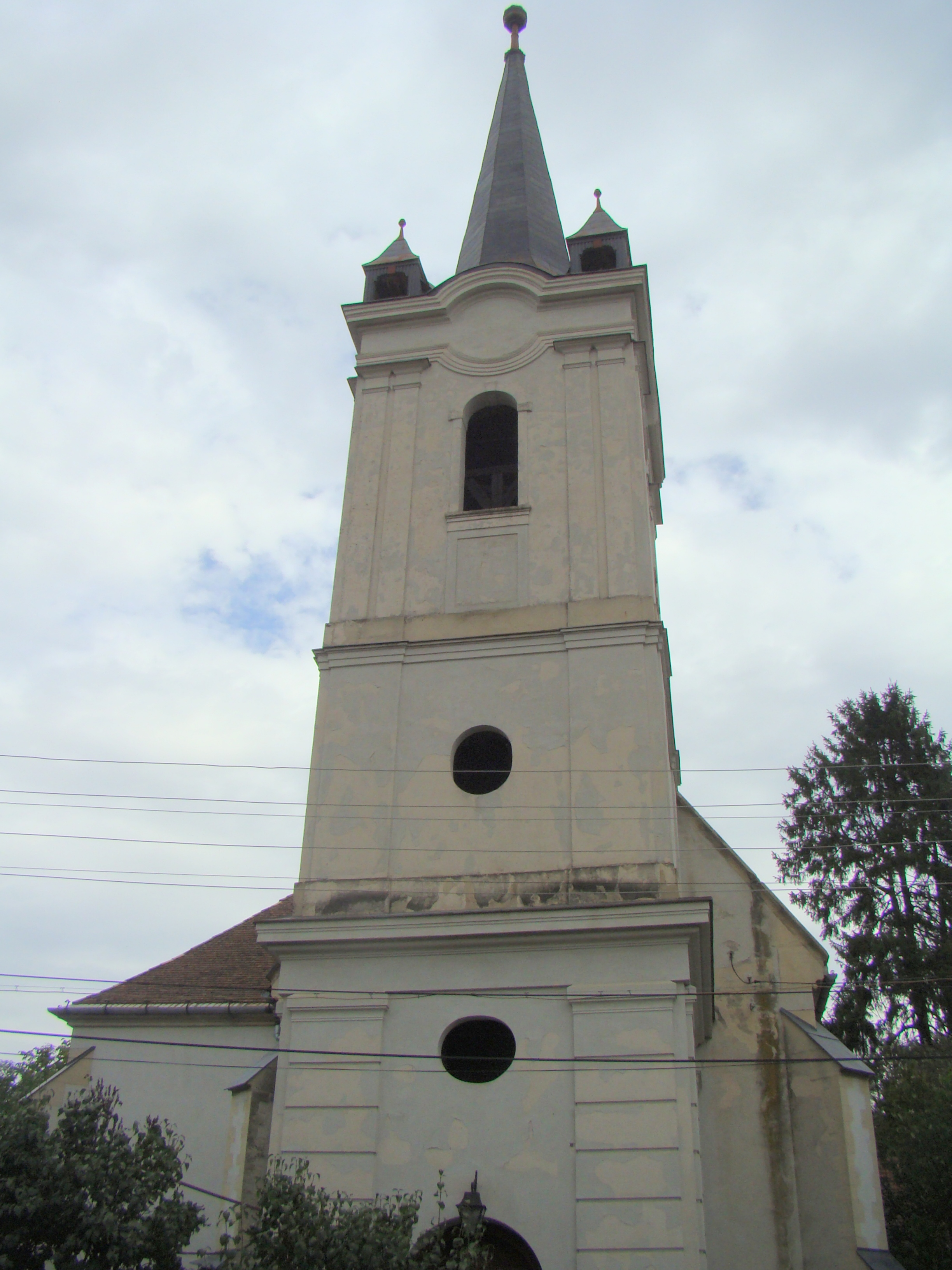
Biserica reformată din satul Gorneşti (monument istoric)
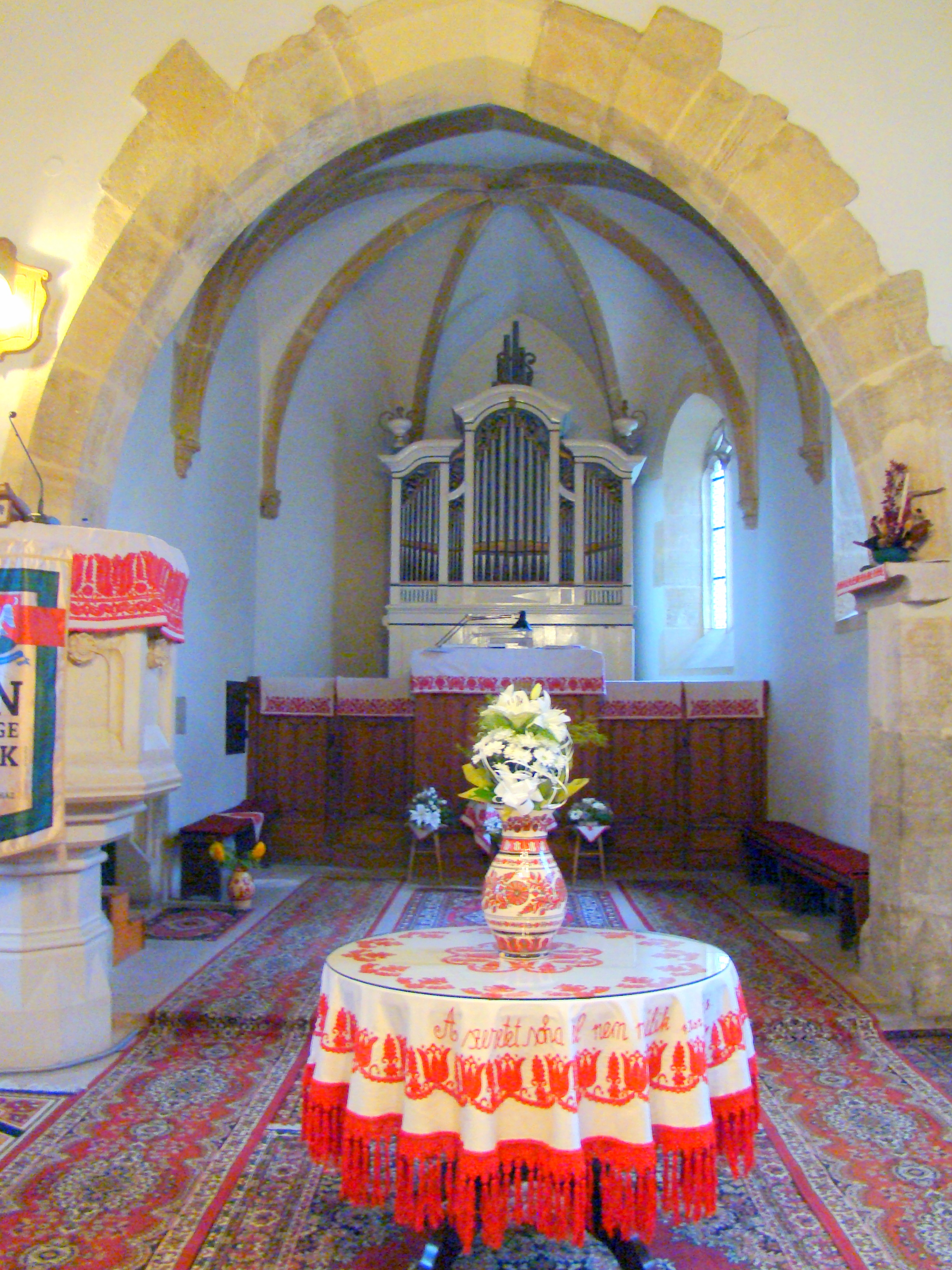
Biserica reformată din satul Gorneşti (monument istoric)
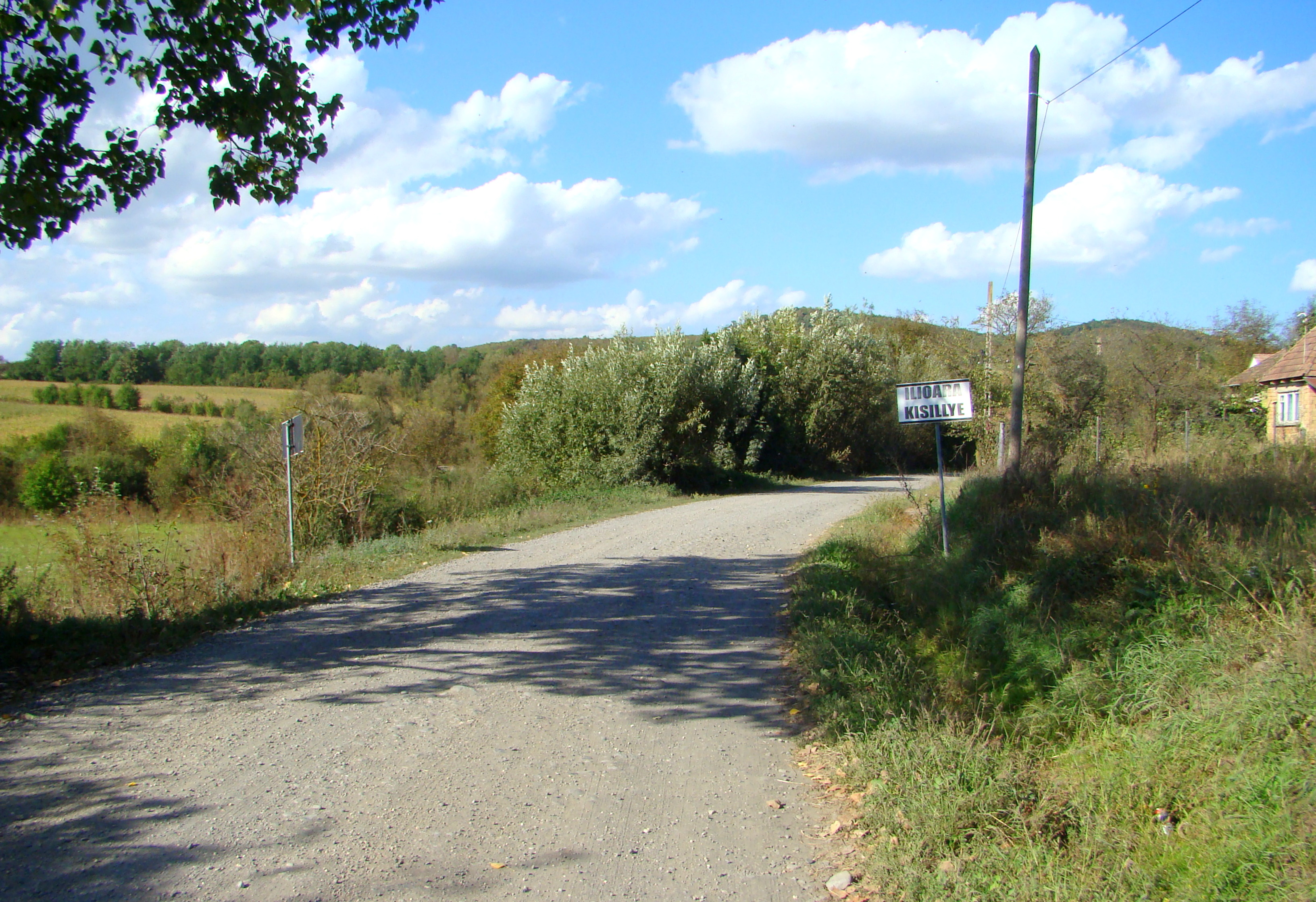
Ilioara
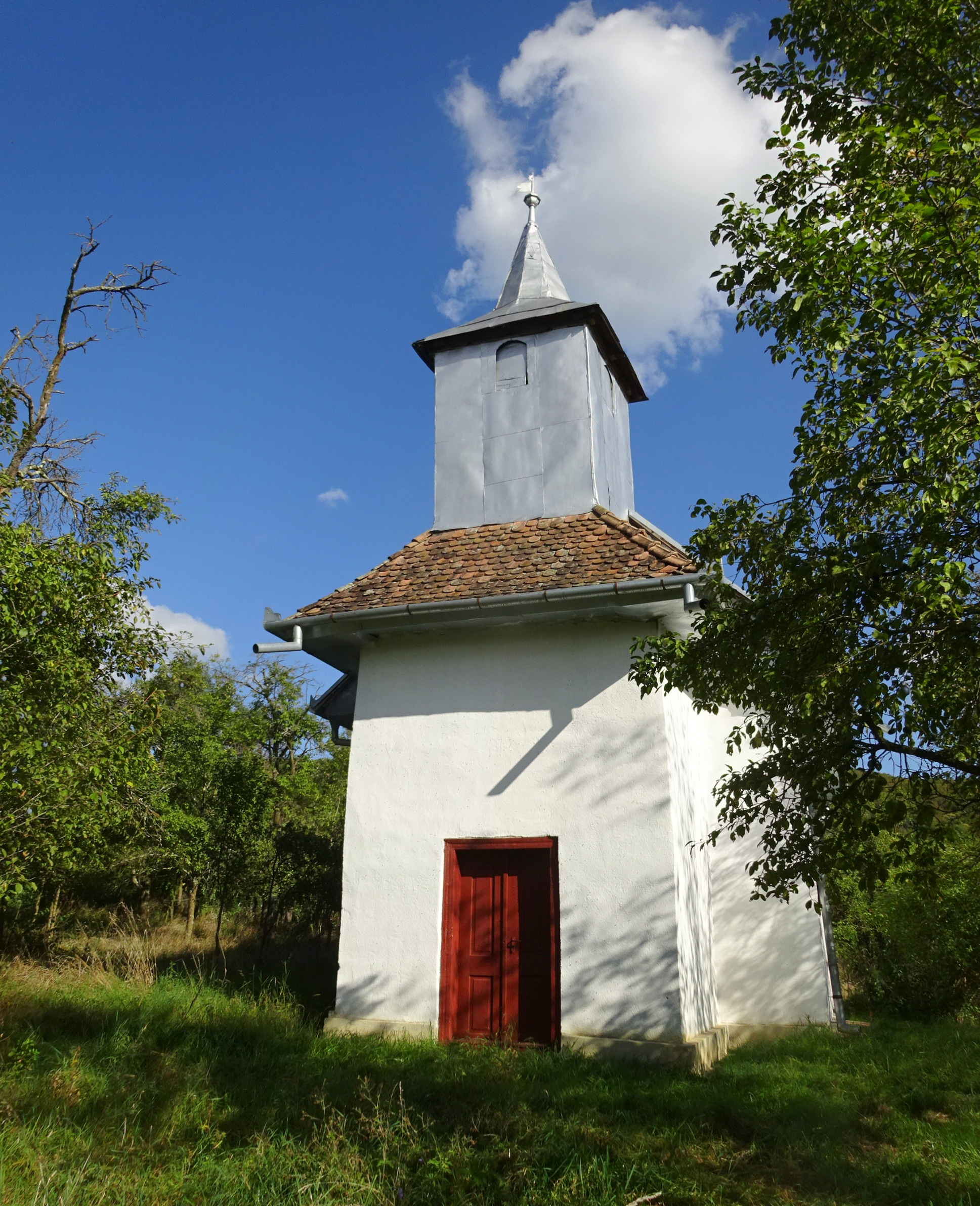
Biserica reformată din Ilioara
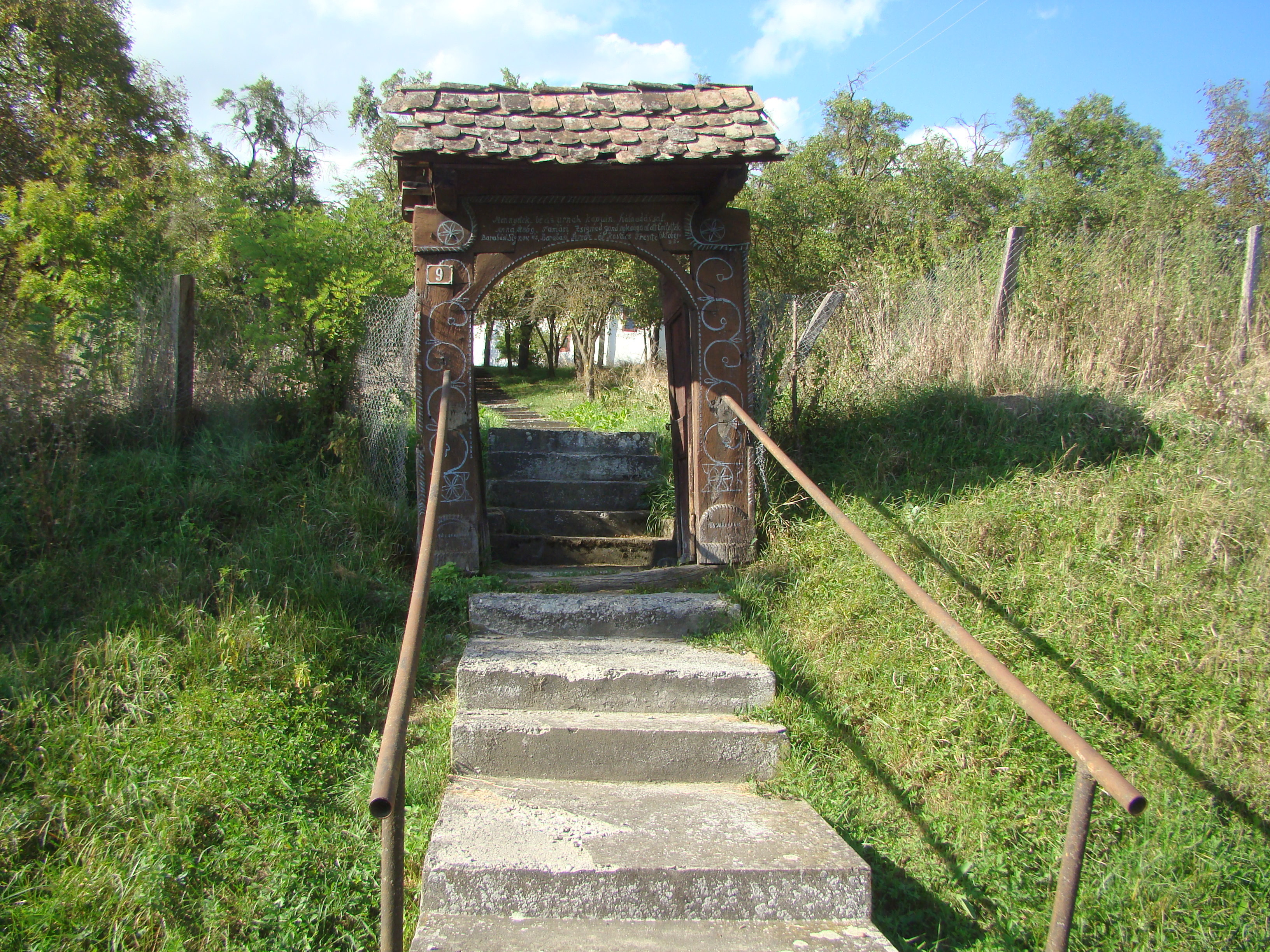
Poarta de lemn
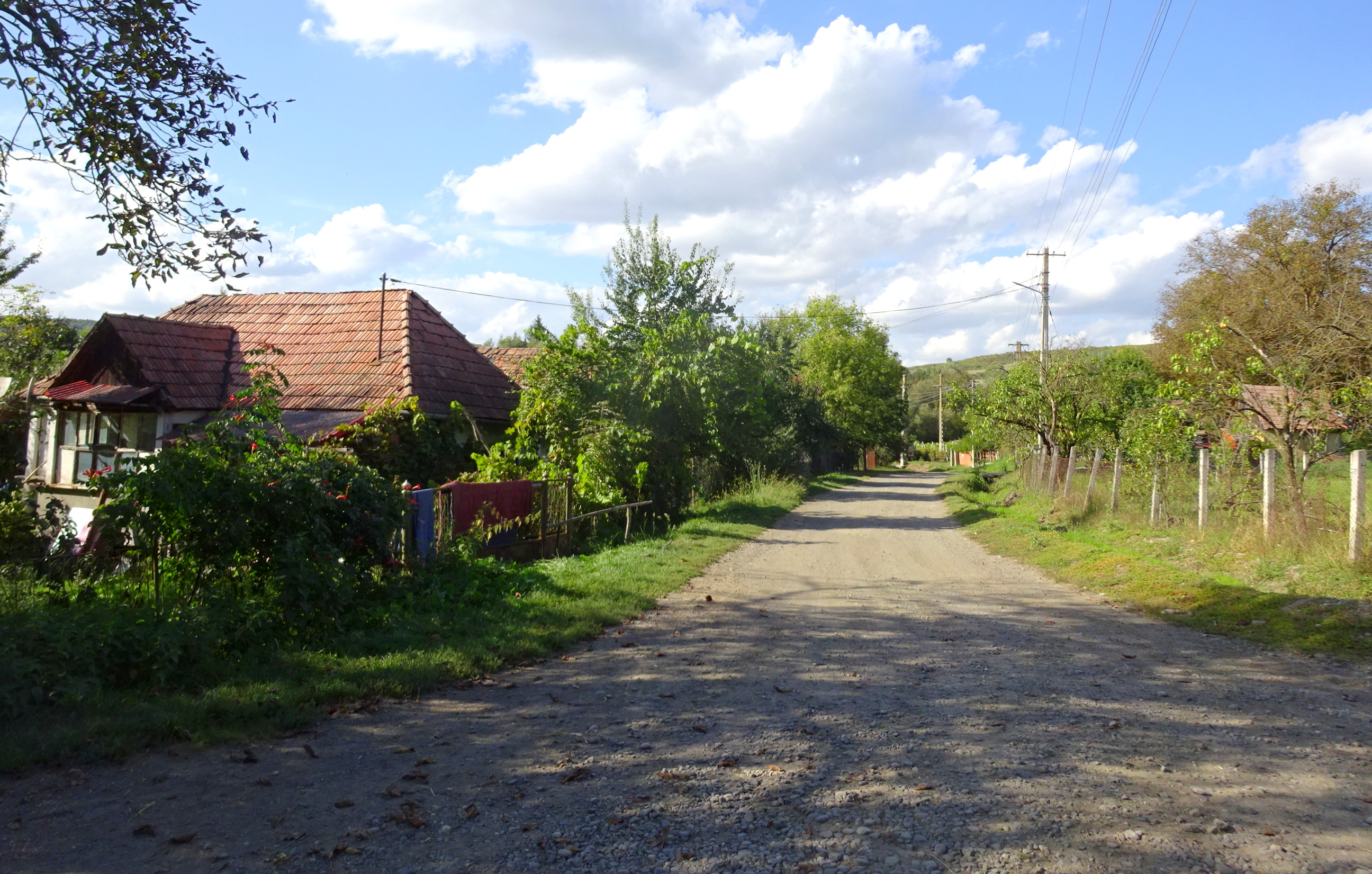
Ilioara
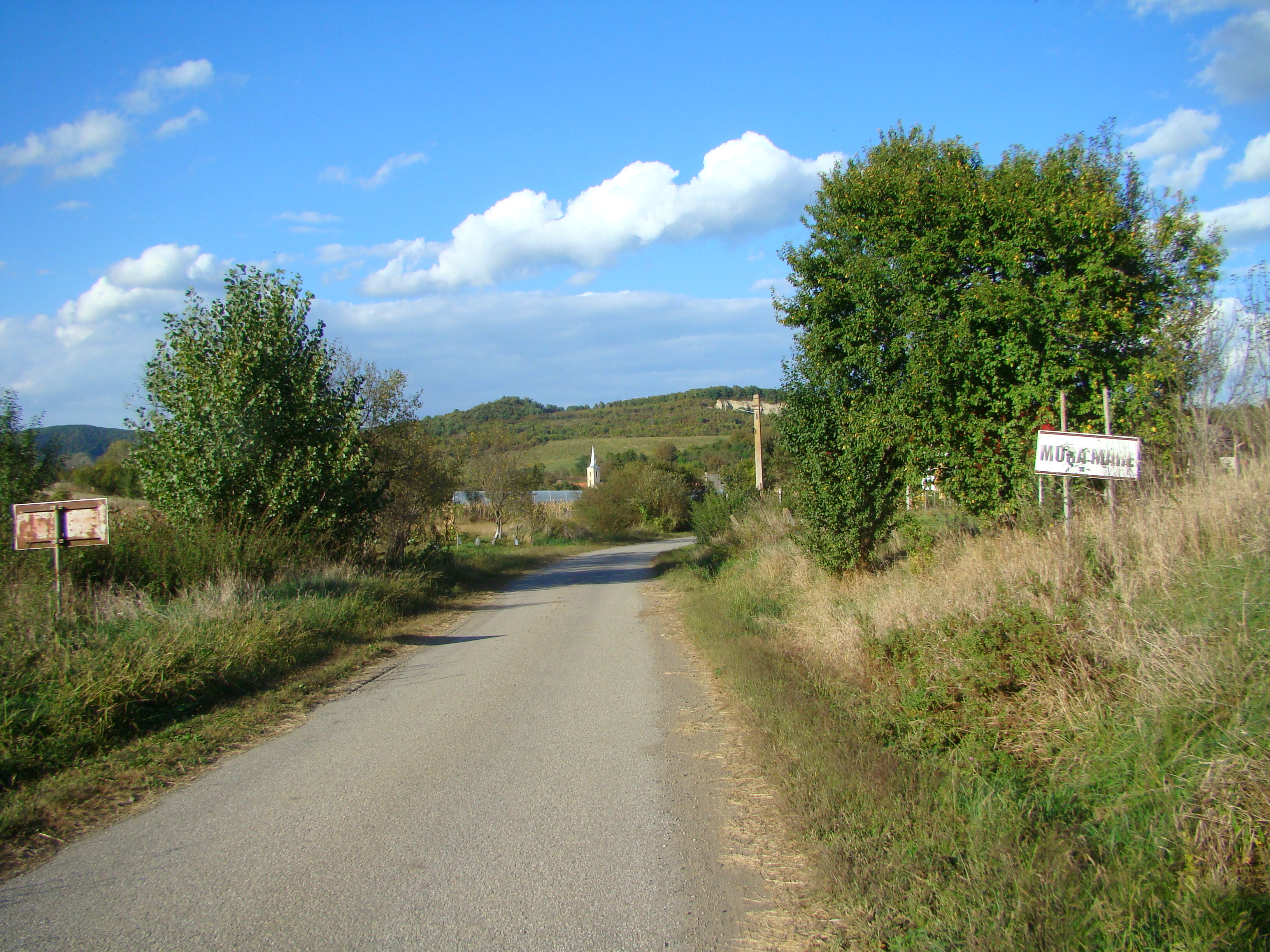
Mura Mare
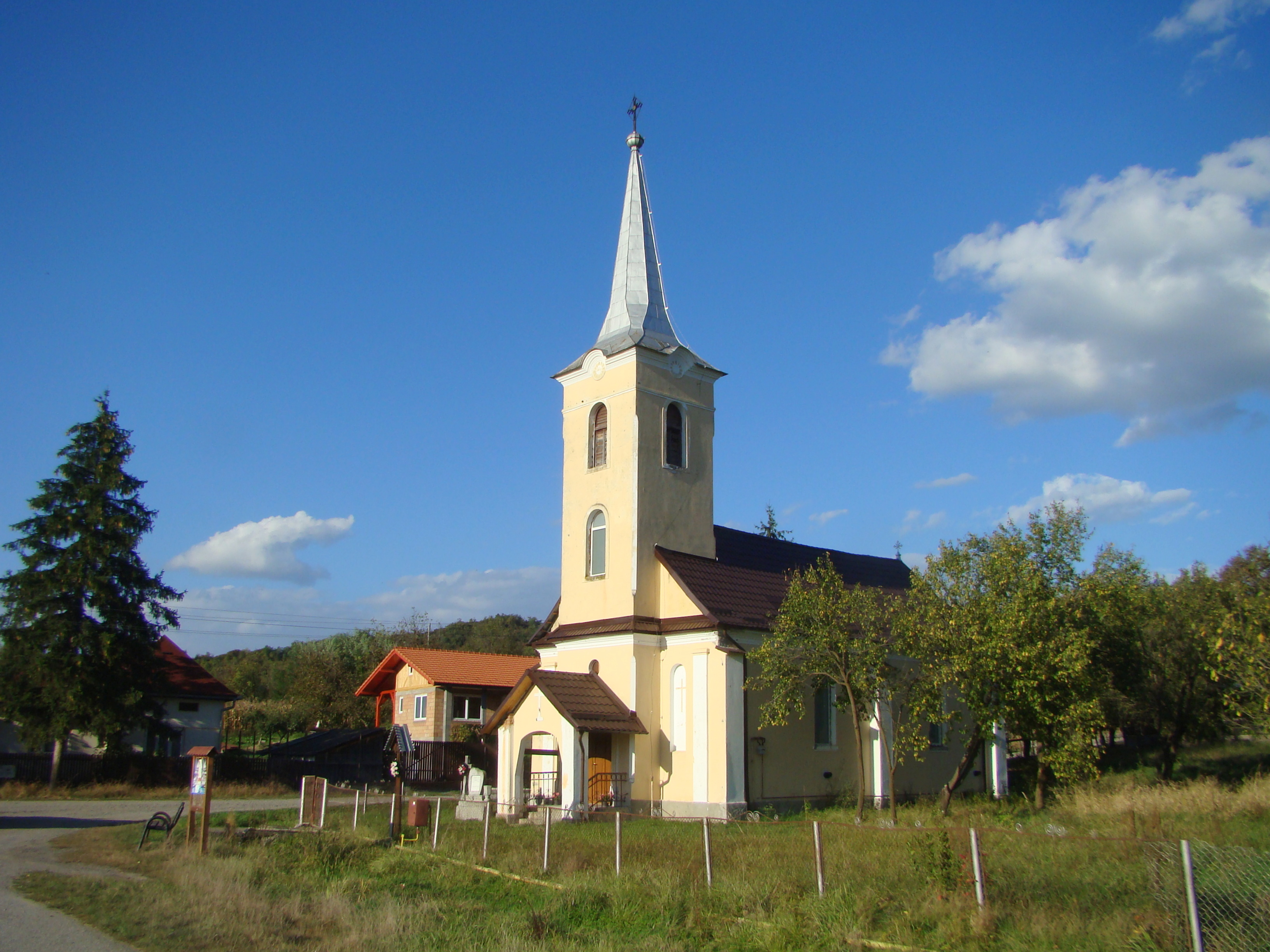
Biserica Sfântul Ierarh Nicolae (1935)
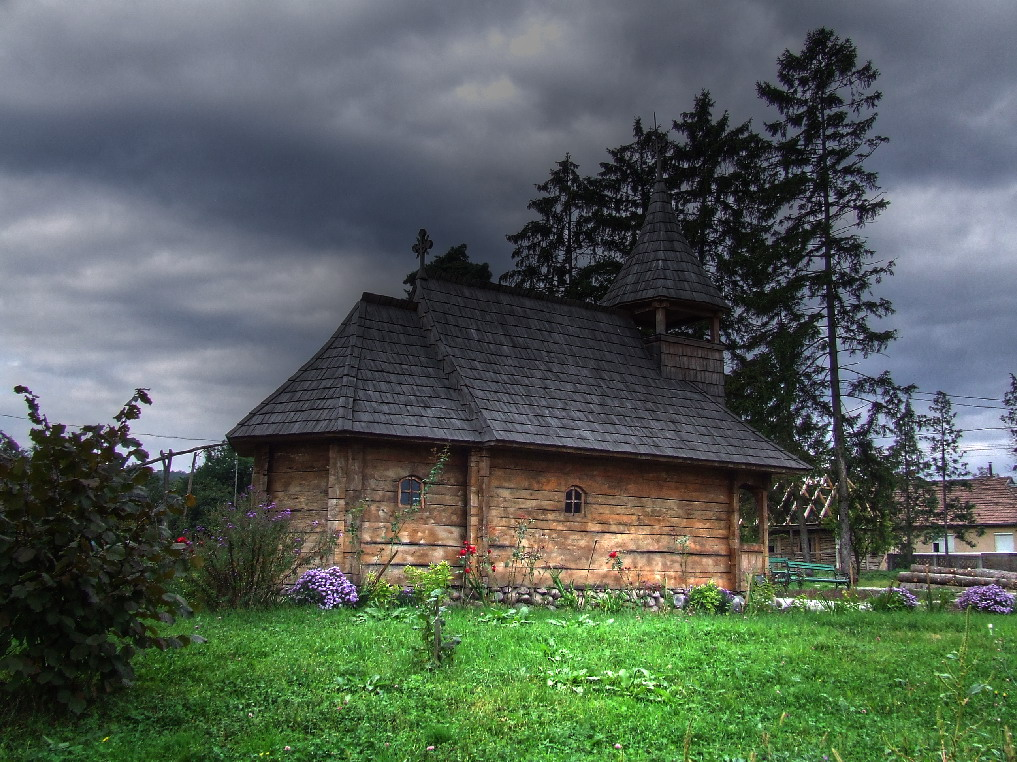
Biserica de lemn a lui Boțog din Mura Mare
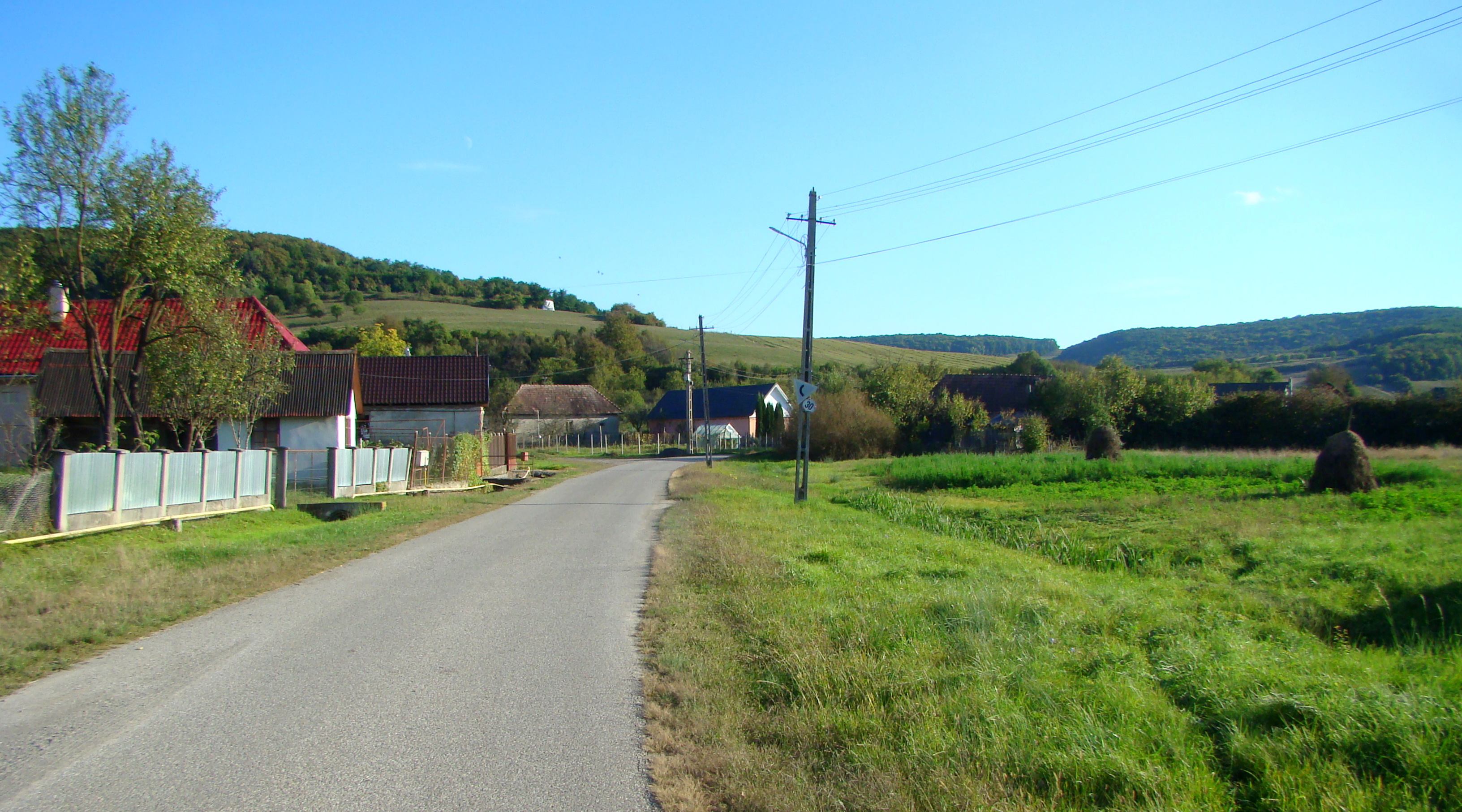
Mura Mare
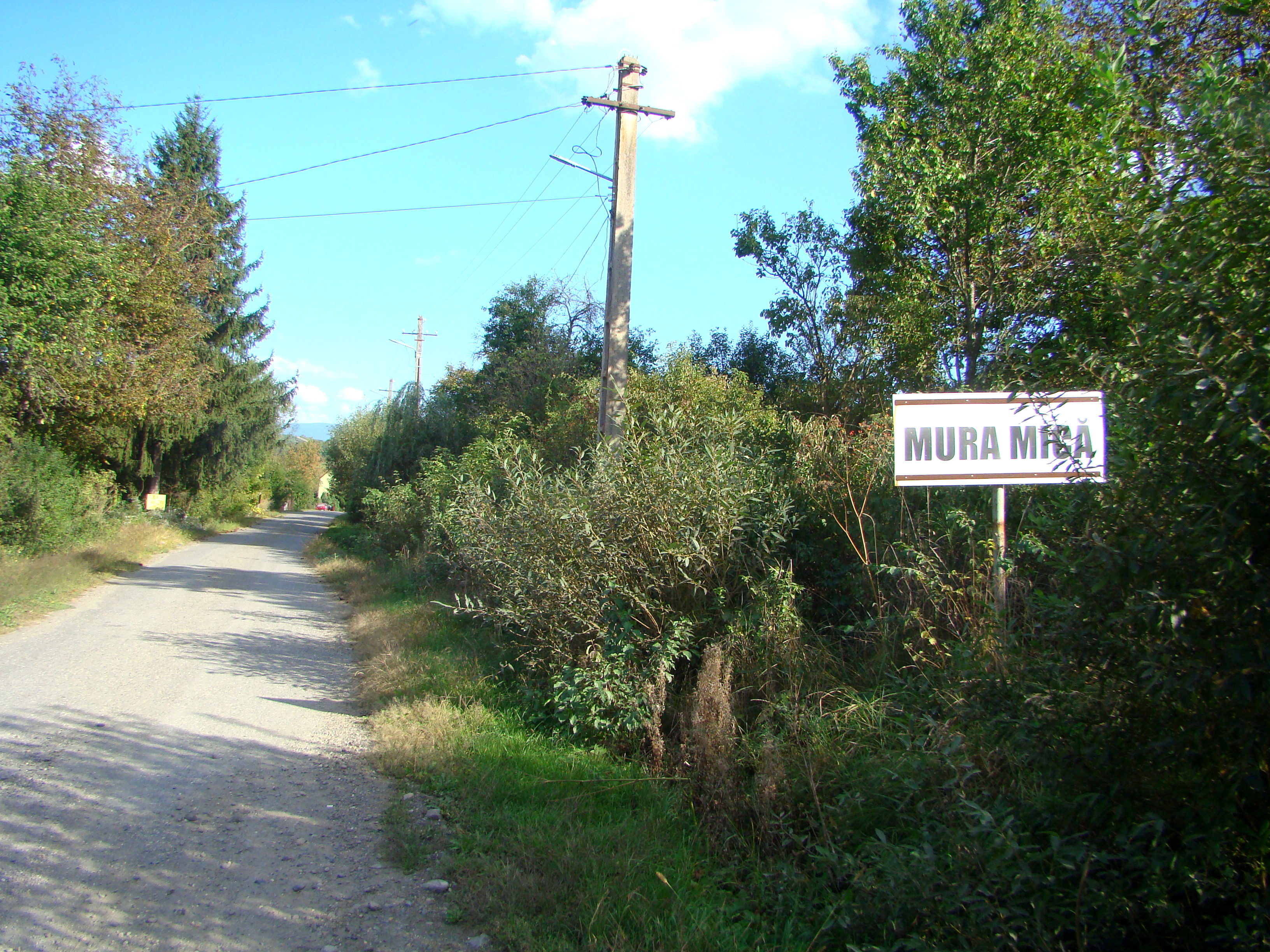
Mura Mică
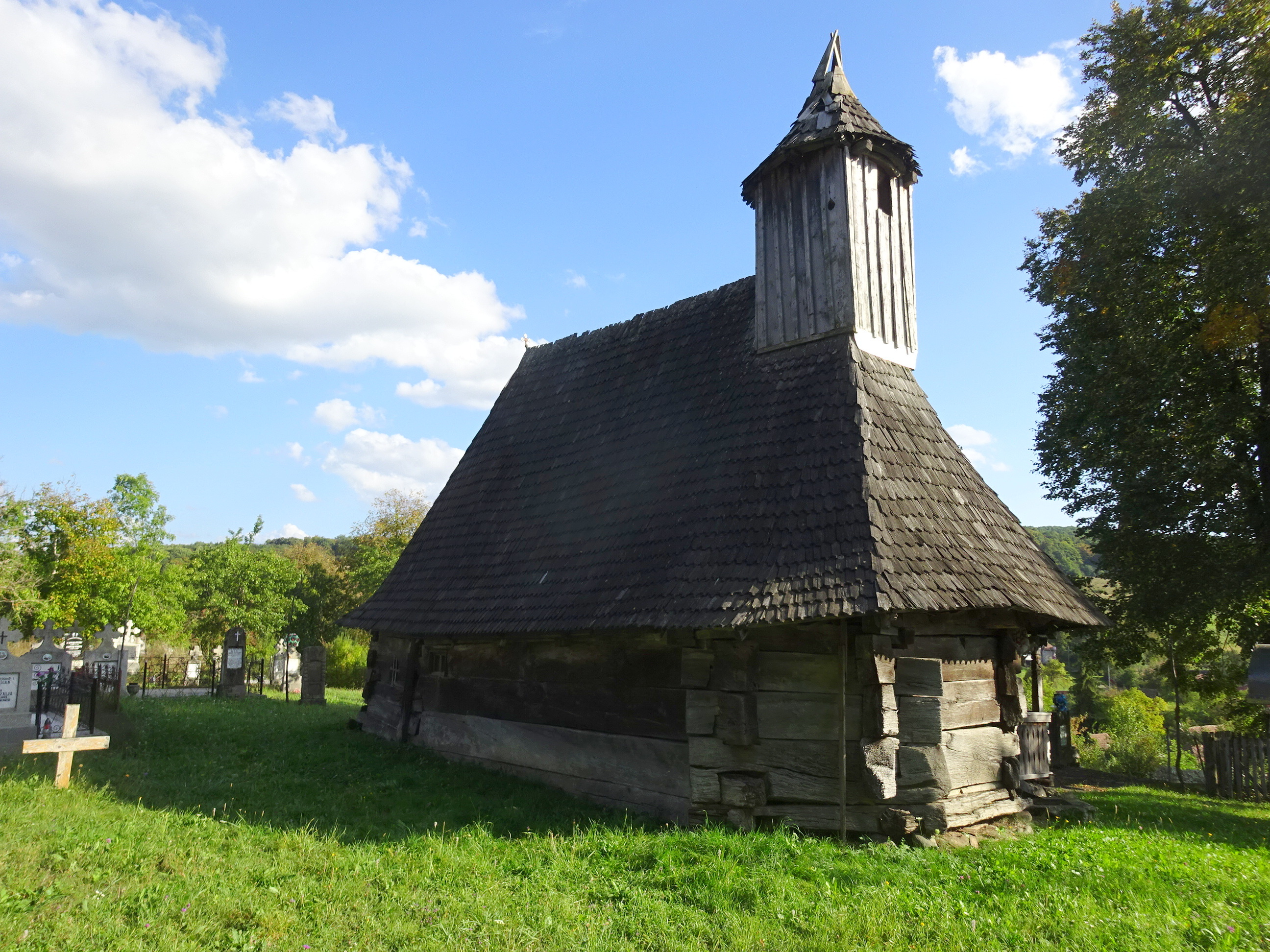
Biserica de lemn din Mura Mică (monument istoric)
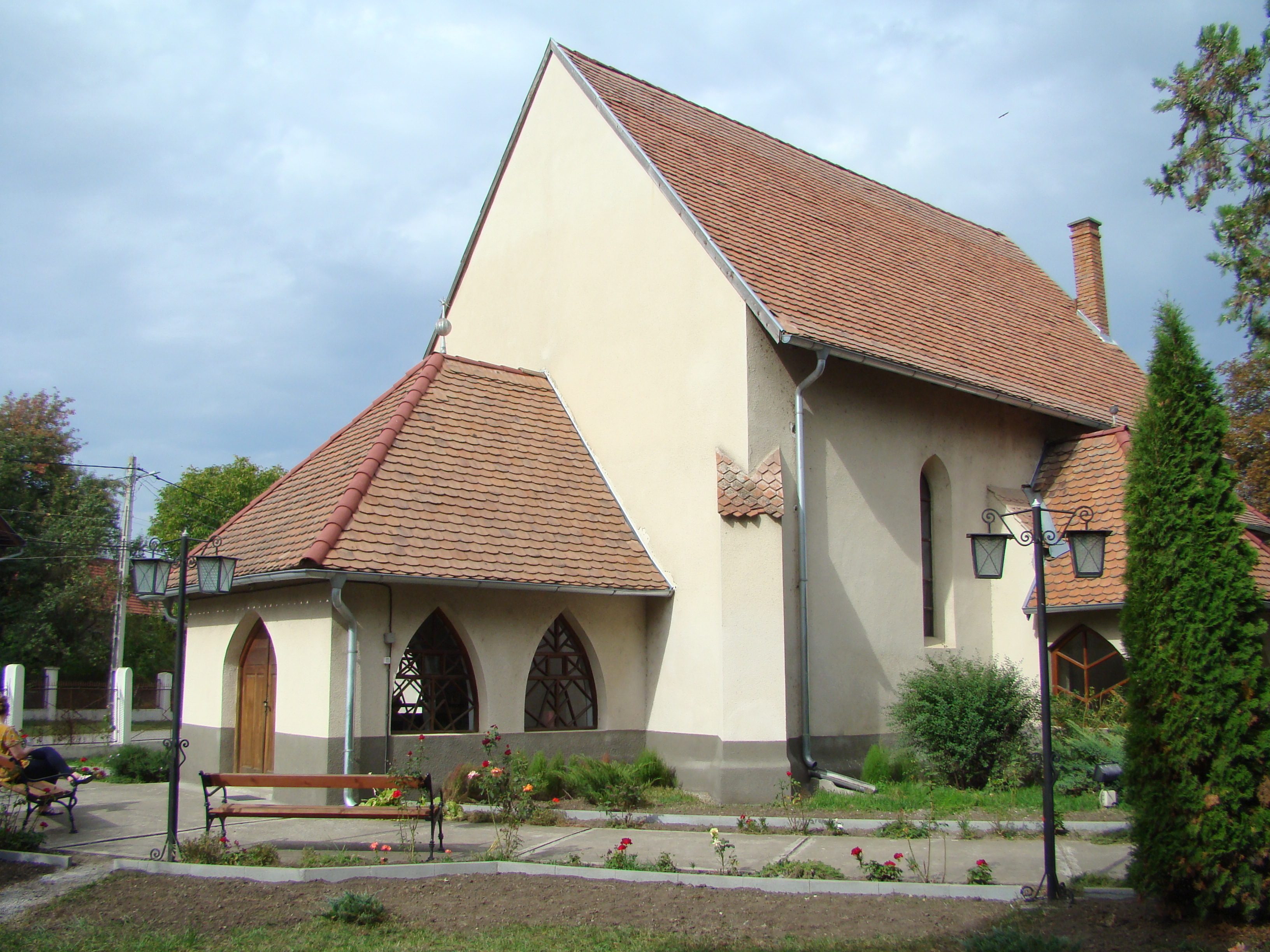
Biserica reformată din Periș (monument istoric)
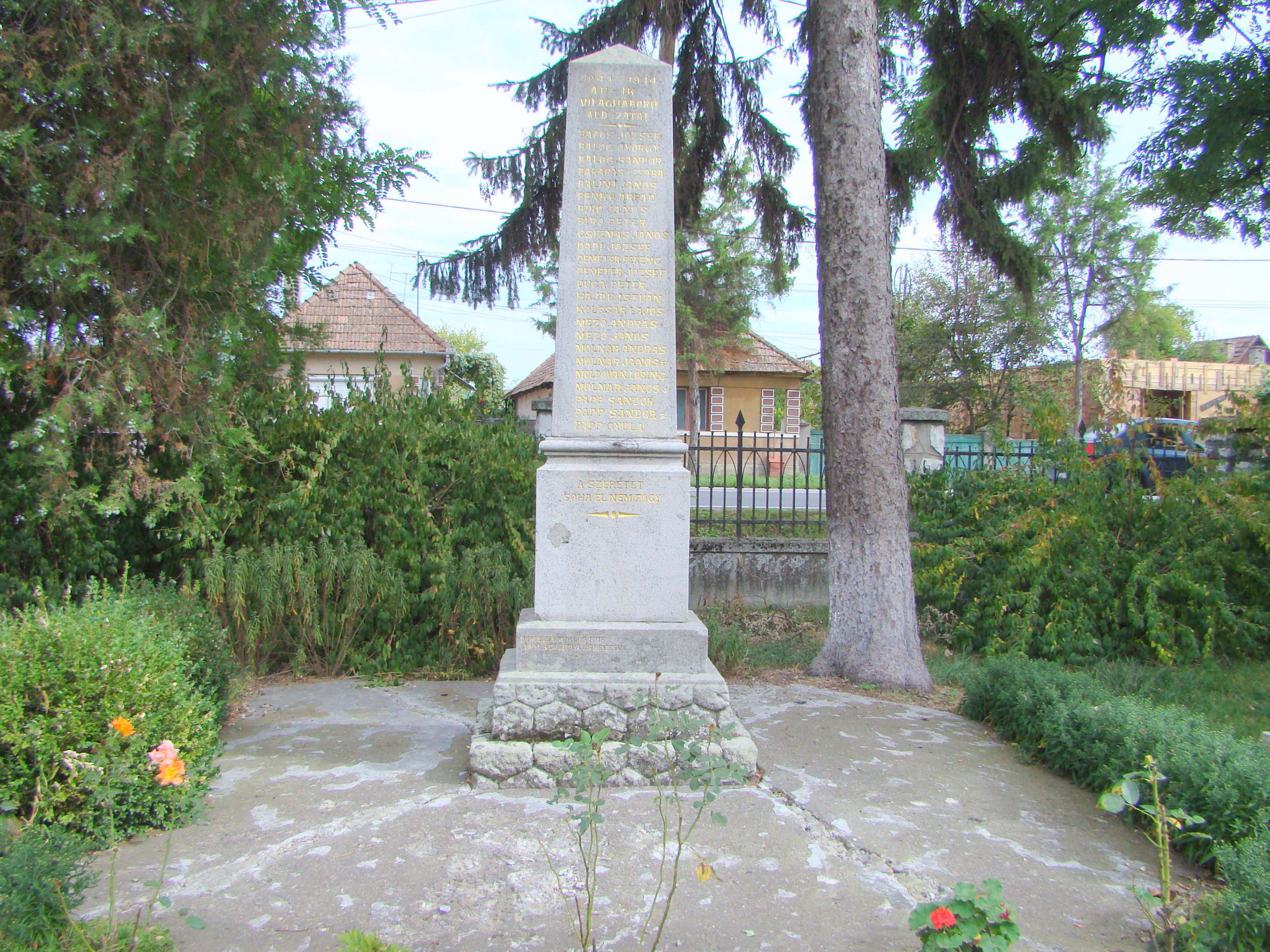
Monumentul eroilor din Periș
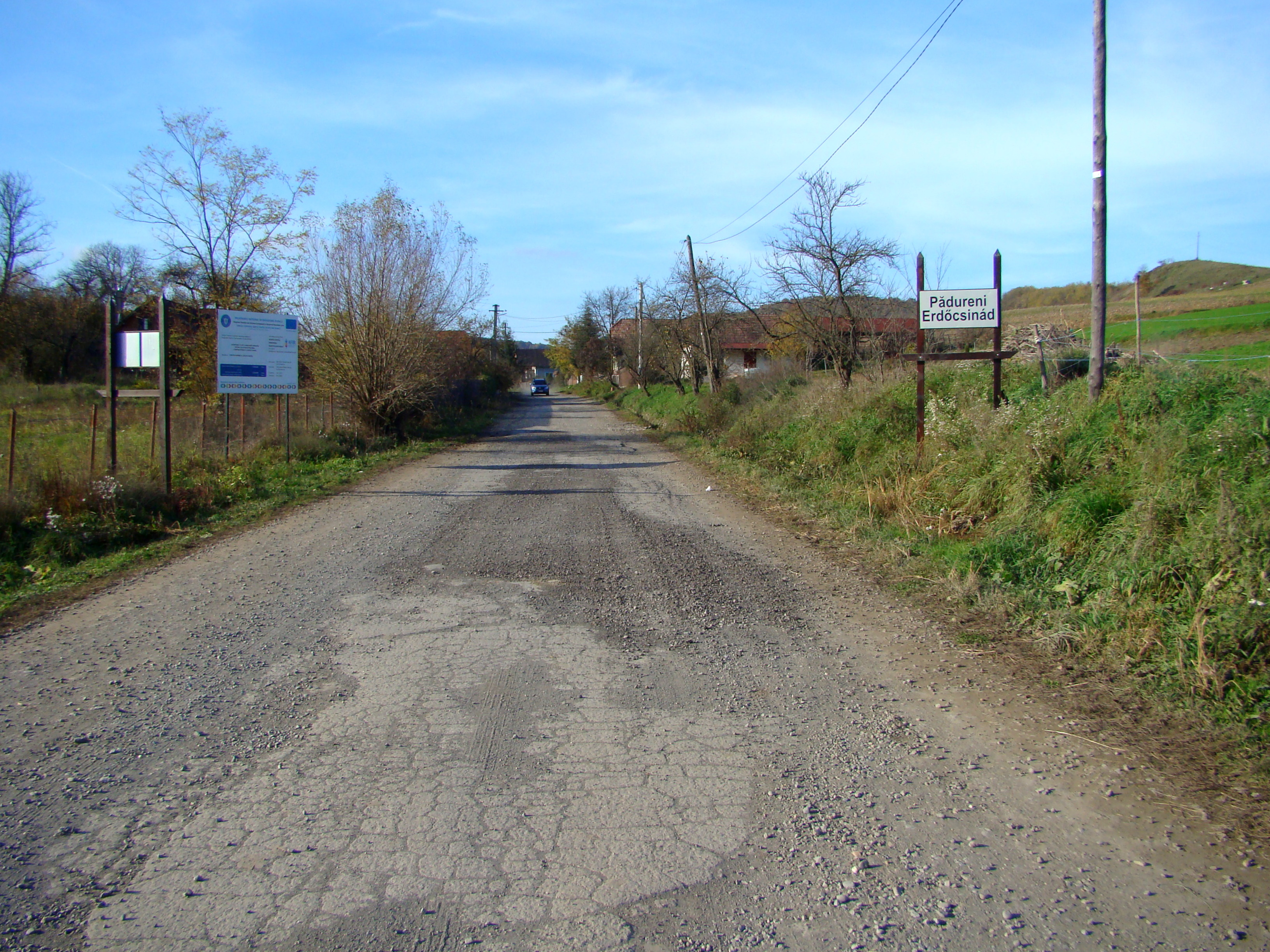
Pădureni
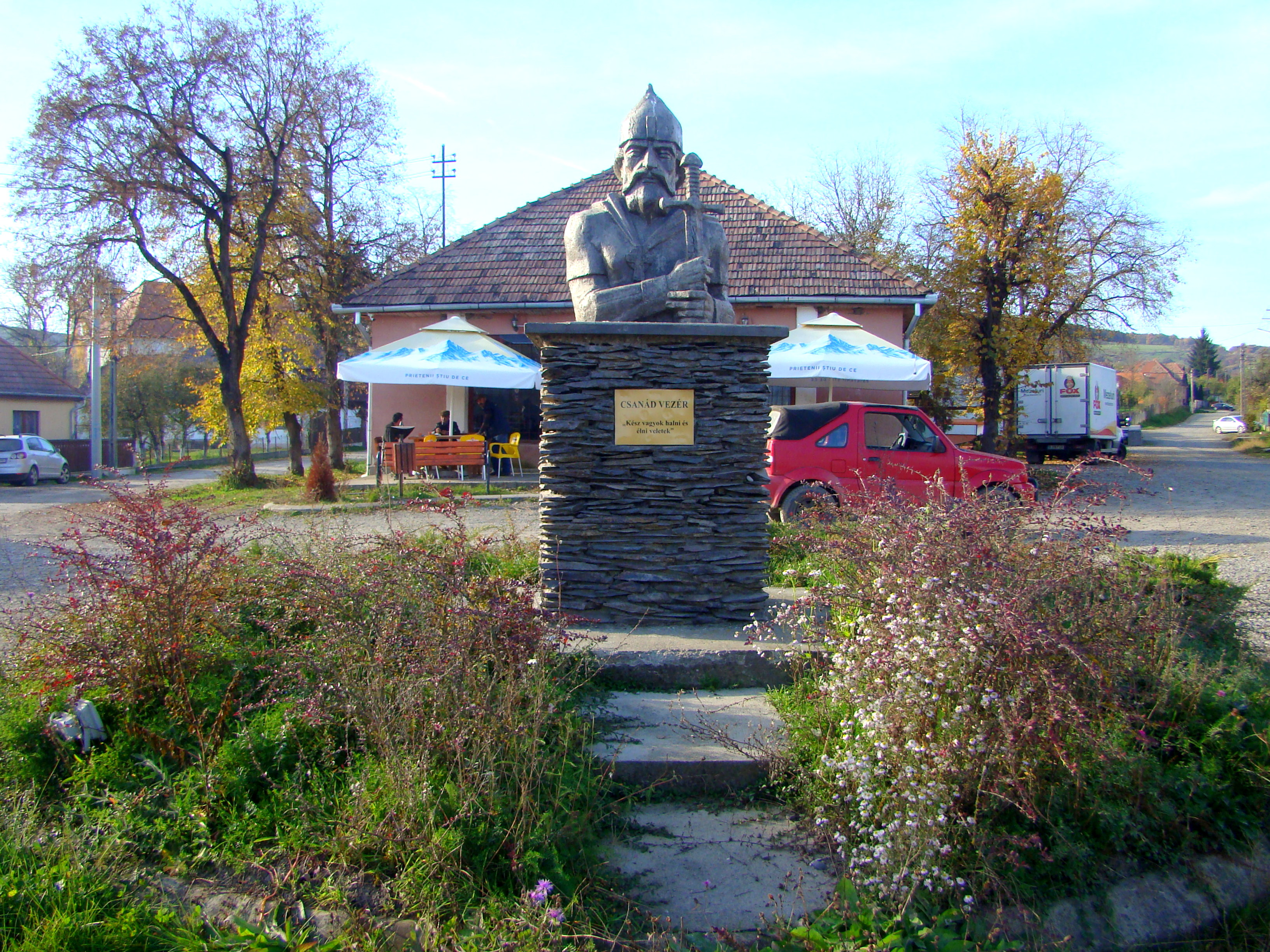
Bustul lui Csanád Vezér
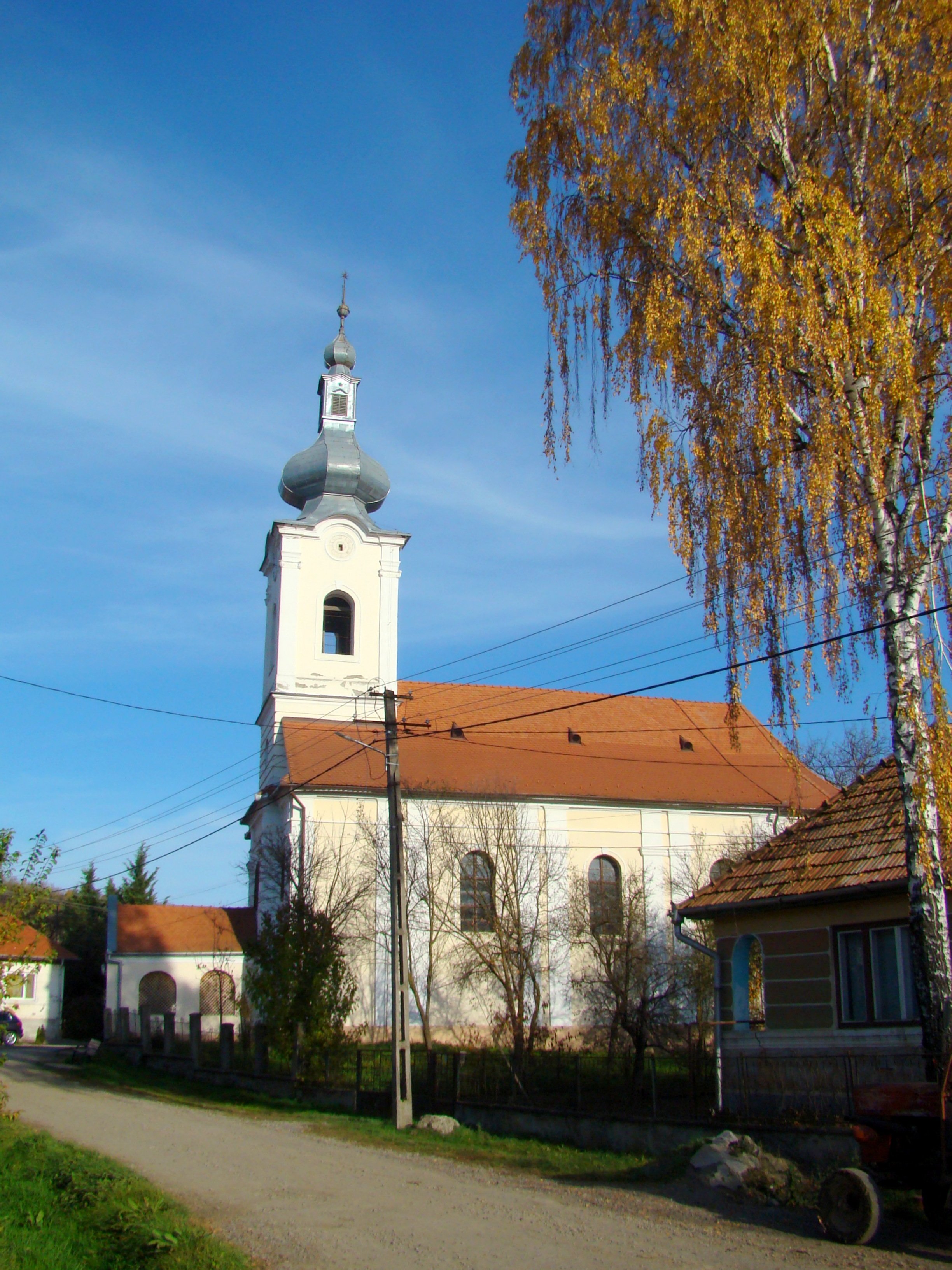
Biserica reformată din Pădureni
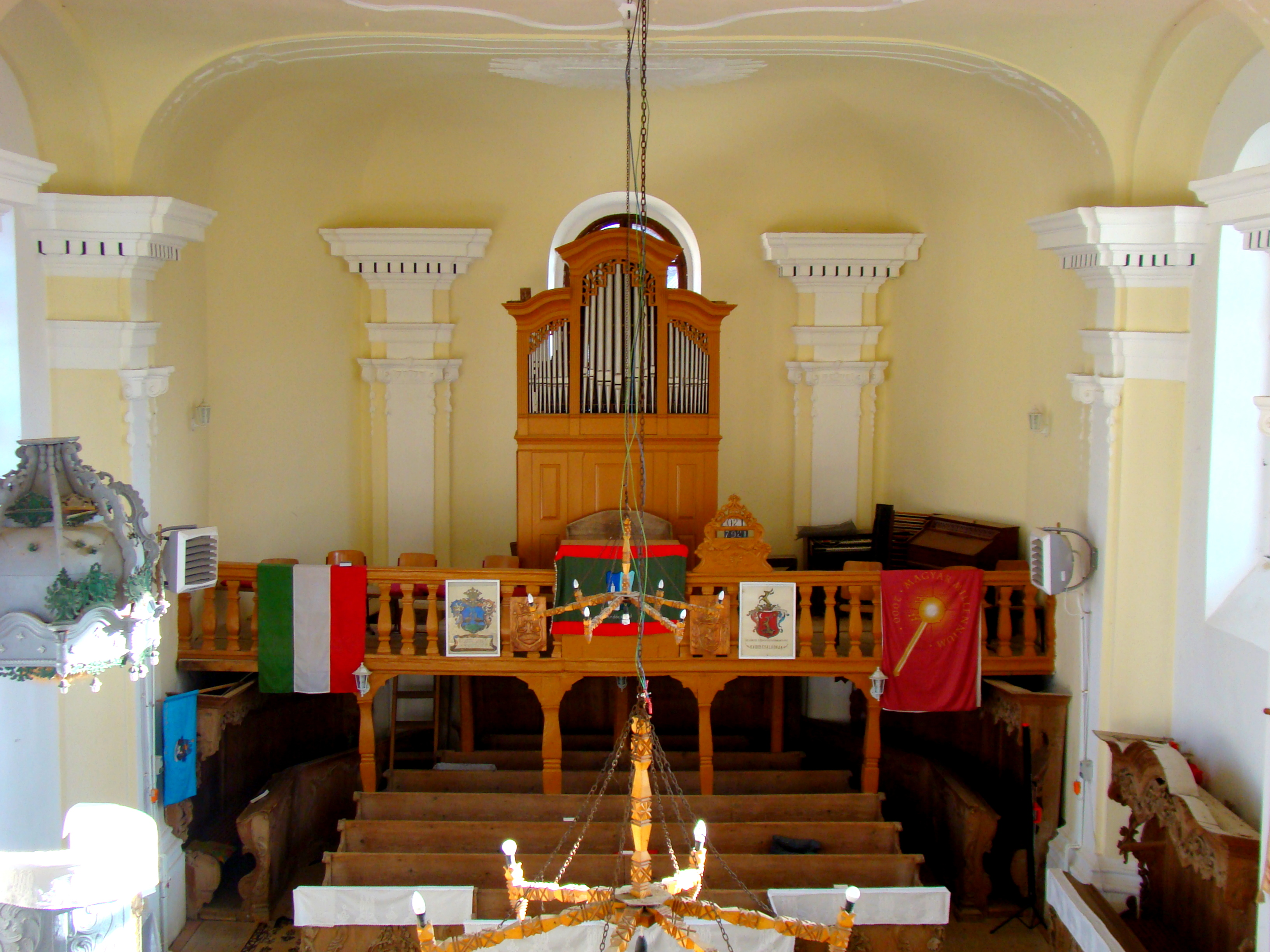
Biserica reformată din Pădureni
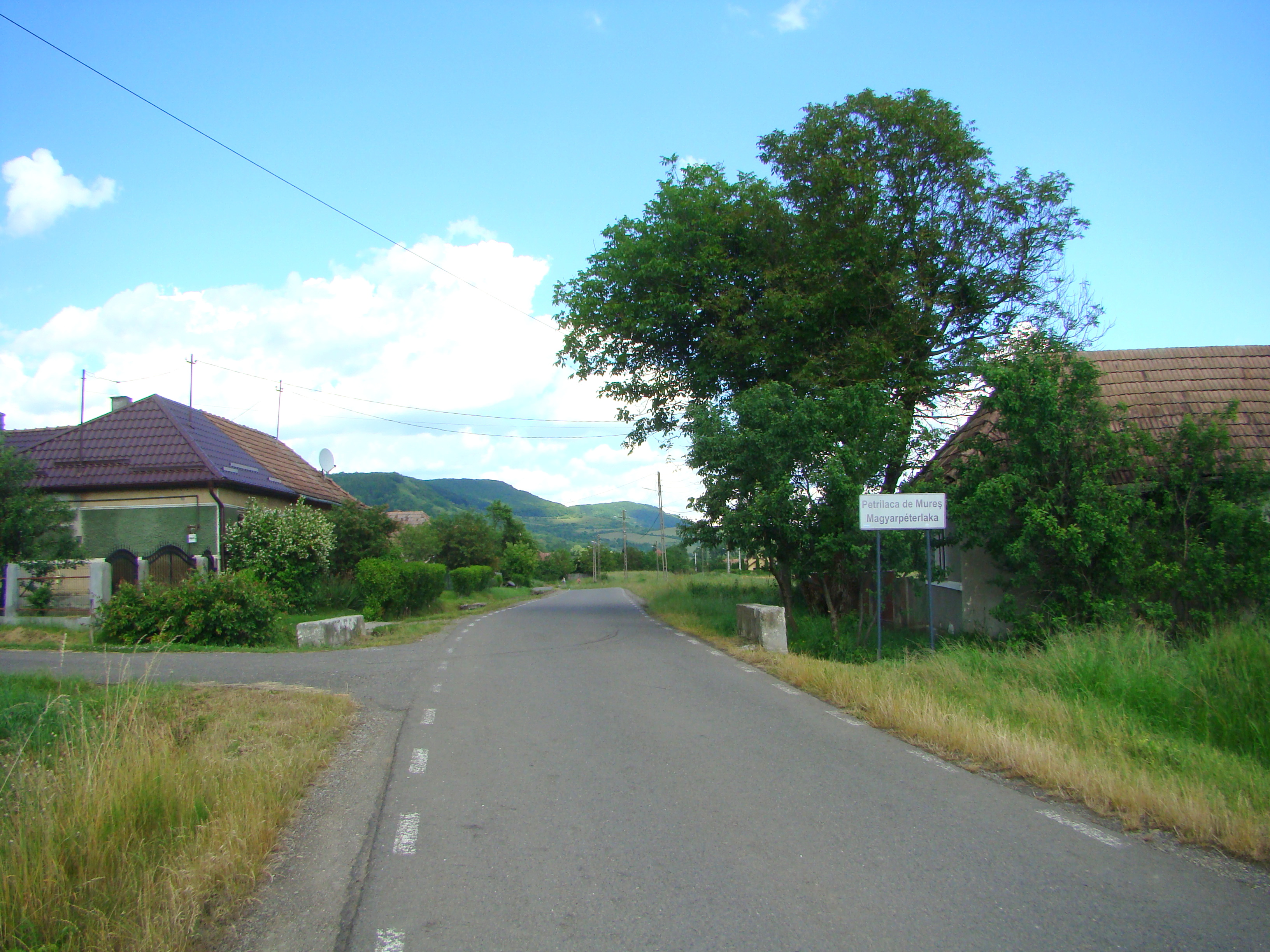
Petrilaca de Mureș
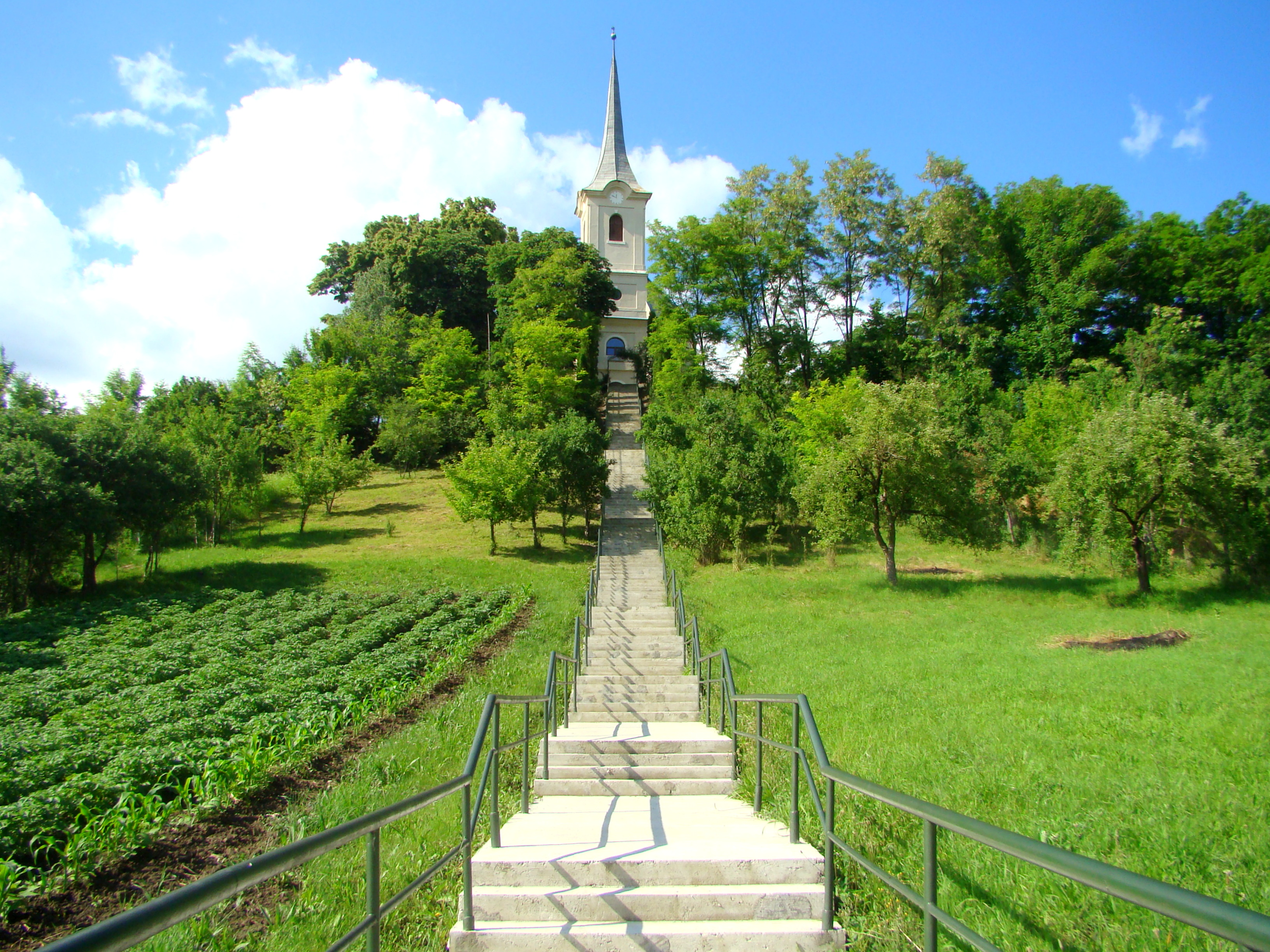
Biserica reformată din Petrilaca de Mureș (monument istoric)
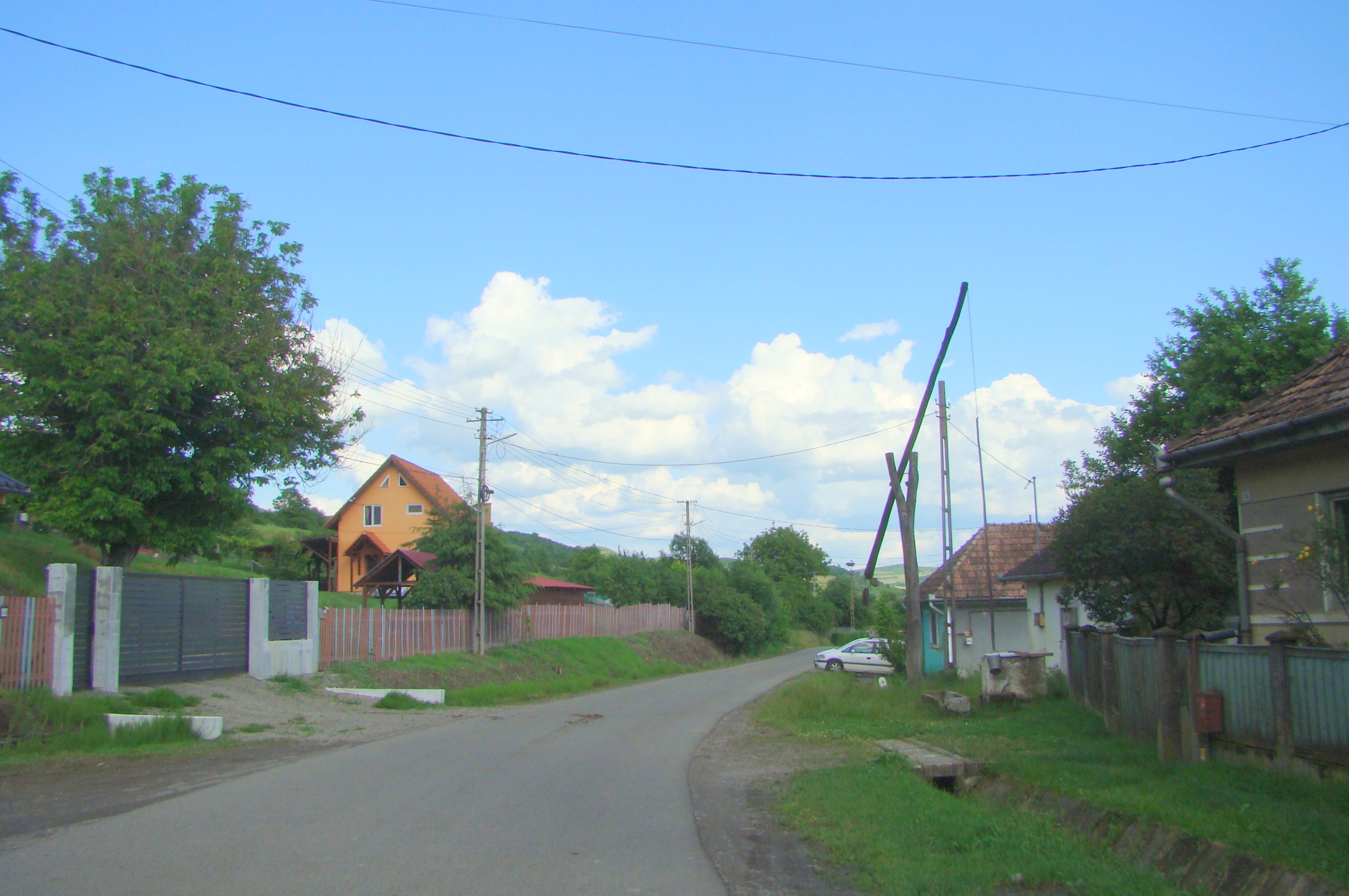
Petrilaca de Mureș
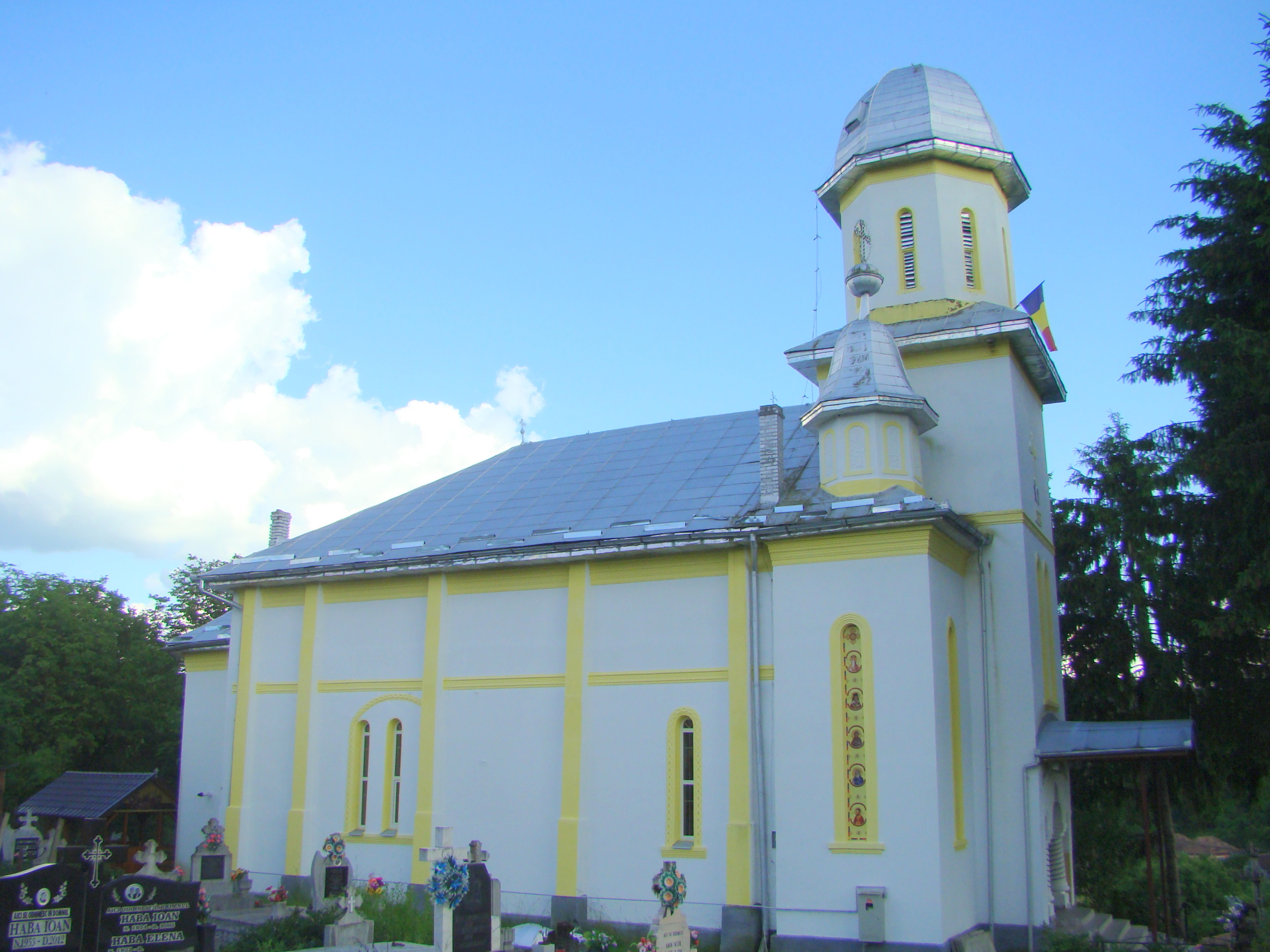
Biserica Sfinții Arhangheli din Teleac
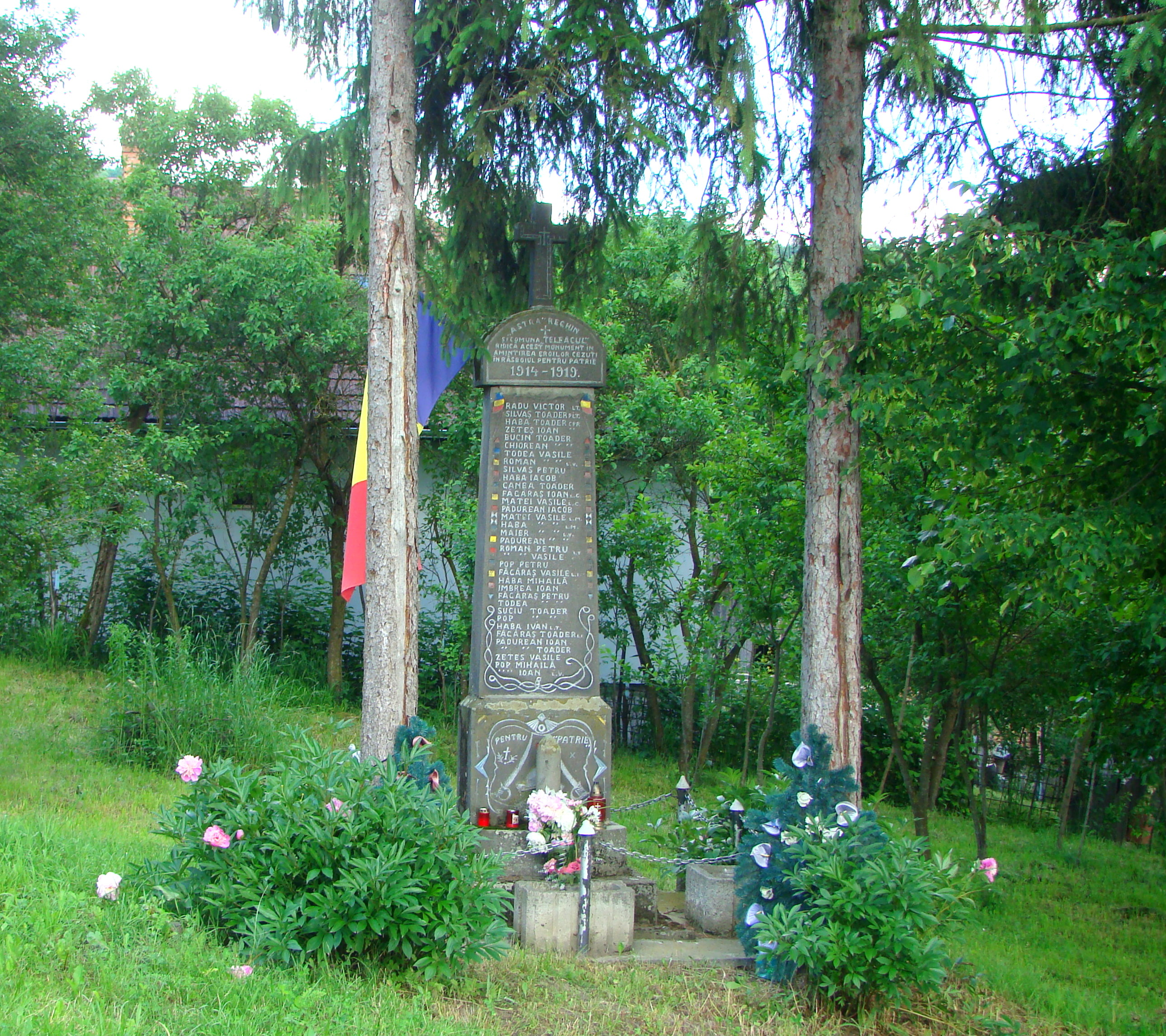
Monumentul eroilor din satul Teleac